# Telegeusidae
Telegeusidae jsou čeleď v nadčeledi Elateroidea. Vyskytují se na americkém kontinentě od jihu USA po Ekvádor.

## Popis
Malí broucí 2,5 - 5,5 mm dlouzí.

## Taxonomie
- Rod Telegeusis - jih USA a Panama
  - Telegeusis debilis Horn, 1895
  - Telegeusis nubifer Martin, 1931
  - Telegeusis schwarzi Barber, 1952
  - Telegeusis texensis Flenor & Taber, 2001
  - Telegeusis sp. Zaragoza, 1975
- Rod Pseudotelegeusis - Trinidad, Kostarika, Panama
- Rod Pseudokarumia Pic - Kostarika